# The Virgins
The Virgins fue una banda estadounidense formada en 2006 en Nueva York compuesta por Donald Cumming (vocalista, guitarrista), John Eatherly (guitarrista), Xan Arid (baterista) y Nick Ackerman (bajista). Ellos han salido de tour con Jet, abriendo para Sonic Youth y Patti Smith y concursando en el Festival All Points West Festival en 2008. También se presentaron en el festival SXSW, y realizaron otro tour en el Reino Unido con The Pigeon Detectives en noviembre y diciembre de 2008. La canción "Rich Girls" obtuvo el lugar 65 en la lista de las mejores 100 canciones de la revista Rolling Stone en 2008.

## Historia
El formador de la banda, Donald Cumming, inició escribiendo canciones por sí mismo en su apartamento en Nueva York. Tratando de crear una banda, reclutó a sus amigos y compañeros neoyorquinos, Wade Oates (guitarrista) y Nick Ackerman (bajista).
Casi inmediatamente produjeron cinco canciones EP tituladas The Virgins '07, compiladas por las grabaciones del trío y las canciones que el mismo Donald ya había grabado. En conclusión, Donald repartió los EP a sus amigos y DJs, lo que provocó que su música dominara la escena de los clubs de Nueva York. Rápidamente, el demo llegó a Atlantic records quien contrató a Donald antes de que la banda estuviera formada por completo.
4 años más tarde la banda ha cambiado el género, es menos bailable que el primero, y también los integrantes nuevos como Xan Arid en reemplazo de Wade Oates en la guitarra y John Eatherly en la batería.
"No sabemos exactamente cómo suena, pero el sonido de las canciones ... bueno" dijo Donald Cumming
Luego de lanzar su segundo álbum de estudio Strike Gently en 2013, la banda anunció su disolución en noviembre de ese mismo año.
Nick Zarin-Ackerman, bajista de la banda, falleció el 30 de marzo de 2017.

## Discografía

### Álbumes
- The Virgins (3 de junio de 2008, Atlantic Records)
- Strike Gently (12 de marzo de 2013, Cult Records)

### EP
- The Virgins '07 EP (2007)

### Sencillos
| Año  | Título                             | Álbum              |
| ---- | ---------------------------------- | ------------------ |
| 2008 | «Private Affair»                   | The Virgins        |
| 2008 | «Rich Girls»                       | The Virgins        |
| 2008 | «One Week of Danger»               | The Virgins        |
| 2008 | «Teen Lovers»                      | The Virgins        |
| 2012 | «Venus in Chains / Slave to You»   | Sencillo sin álbum |
| 2013 | «Prima Materia»                    | Strike Gently      |
| 2013 | «Flashbacks, Memories, and Dreams» | Strike Gently      |